# محراب (آبجدان)
محراب (بالفارسية: مهراب) هي منطقة سكنية تقع في إيران في قسم آبجدان الريفي.